# Михнюк, Олег Иванович
Олег Иванович Михнюк (27 октября 1965, Малая Девица, Черниговская область — 20 августа 2014, Новосветловка, Луганская область) — украинский военный и общественный деятель, ветеран войны в Афганистане, заместитель председателя Украинского Союза ветеранов Афганистана, кавалер многочисленных орденов и медалей. Активист Революции Достоинства, участник войны на востоке Украины. Герой Украины (2015, посмертно).
Погиб в ходе боевых действий в город Новосветловка, на трассе Краснодон-Луганск.

## Биография
29 октября 1983 был призван в ряды Вооруженных сил СССР. Окончил учебное подразделение 44-й учебной воздушно-десантной дивизии, которая в то время дислоцировалась рядом с селом Гайжюнай (Литовская ССР), получил воинское звание «сержант». С 4 марта 1984 служил в 56-й отдельной гвардейской десантно-штурмовой бригаде в Афганистане. Был заместителем командира 3-го десантно-штурмового взвода 7-й роты.
31 мая 1984 в Гардезе пытаясь вытащить раненых товарищей из-под прицельного огня снайпера был тяжело ранен. 21 мая 1985 получил второе ранение во время проведения операции в Мараварський ущелье. Много сделал для ветеранского движения и сослуживцев. Все встречи ветеранов-«афганцев» через 20 лет были организованы по его инициативе.
С 1991 по 1993 начальник медико-социального отдела Украинского Союза ветеранов Афганистана (УСВА). С 1994 по 1995. Заместителем председателя Правления Киевской областного Союза воинов-интернационалистов. С 1995 работал (УСВА) в должности руководителя управления реабилитации и лечения.
Награжден двумя орденами «Красной Звезды» и медалью «За отвагу».

### Евромайдан и война на Донбассе
В период Евромайдана Олег Михнюк был сотником Восьмой «афганской» сотни Самообороны Майдана, в составе которой были преимущественно ветераны войны СССР в Афганистане.
В апреле 2014 года опубликовал статью в Украинской правде, в которой раскритиковал положение дел в украинской армии по итогам ввода войск РФ в Крым.
Во время войны на востоке Украины пошел добровольцем в  24-й батальон территориальной обороны «Айдар». 20 августа 2014 погиб в ходе боевых действий.